# La misma Luna
La misma luna (Under the Same Moon en inglés) es una película fronteriza mexicana-estadounidense, que trata sobre la vida de los mexicanos indocumentados que viven en Estados Unidos. Está dirigida por Patricia Riggen en México y protagonizada por Adrián Alonso, Eugenio Derbez y Kate del Castillo.

## Sinopsis
Cuenta la historia de Rosario (Kate del Castillo), una madre que cruzó ilegalmente a los Estados Unidos, y su hijo de nueve años, Carlitos (Adrián Alonso). Rosario y Carlitos no se han visto en cuatro años pues Rosario ahora vive en Los Ángeles, California, como trabajadora doméstica. Llama a su hijo, (aún en México), todos los domingos desde un teléfono público. Carlitos vive en un pequeño pueblo llamado Juchitepec, con su abuela enferma y su tía opresiva y tío, que lo mantendrán con el fin de obtener el dinero que envía Rosario. Un día en el lugar donde trabaja, Carlitos se encuentra con dos transportadores de inmigrantes (coyotes), Marta (América Ferrera) y David (Jesse García), que se ofrecen para el contrabando de niños pequeños a través de la frontera. 
Cuando su abuela muere, Carlitos decide que no quiere vivir con su tía y su tío y busca a los coyotes. A pesar de que con éxito cruza la frontera sin ser descubierto, la camioneta en que se lo transportan es retirado por la grúa y separado de los coyotes. 
Después de conseguir escapar de la camioneta Carlitos sigue el viaje, con el tiempo ayudando a otros inmigrantes ilegales que recogen tomates. Sin embargo, la policía de inmigración hace una allanamiento del edificio, y casi todos los trabajadores son atrapados o escapan, dejando sólo a Carlitos y otro trabajador llamado Enrique (Eugenio Derbez). 
Enrique inicialmente se niega a ayudar a Carlitos, pero pronto crece un vínculo con él. Enrique y Carlitos viajan a la ciudad tratando de localizar la cabina de teléfono de donde Rosario le llama cada domingo, ya que una vez Carlitos le preguntó a su madre qué veía a su alrededor, pero Carlitos y Enrique no tienen éxito en ese momento. Un día, Carlitos está durmiendo en una banca del parque, Enrique lo deja para comprar alimentos, Carlitos es descubierto por la policía, quienes casi lo capturan, pero Enrique le arroja comida a los oficiales, provocando a los agentes que comienzan a perseguirlo. Carlitos logra escapar, pero Enrique es capturado. Carlitos huye y por coincidencia se detiene en la parada de autobús de donde su madre lo llamaba. Él la ve, Carlitos empieza a gritar y a llamar su atención, intenta cruzar la calle para reunirse con su madre pero le dice que se quede ahí ya que había muchos autos pasando, Rosario presiona el botón del semáforo para peatones, el semáforo da luz verde para los peatones y corta la escena a los créditos.

## Reparto
- Adrián Alonso como Carlos (Carlitos) Reyes.
- Kate del Castillo como Rosario Reyes.
- Eugenio Derbez como Enrique.
- América Ferrera como Martha.
- Jesse García como David.
- Maya Zapata como Alicia.
- Gabriel Porras como Paco.
- Jacqueline Voltaire como Mrs. McKenzie.
- Sonya Smith como Mrs. Snyder
- Jorge Rojas como Mr. Snyder
- Gustavo Sánchez Parra como Manuel.
- Catalina López como Josefina.
- Carmen Salinas como  Doña Carmen.
- Ernesto D'Alessio como Óscar.
- María Rojo como Reyna.
- Los Tigres del Norte como ellos mismos.
- Ignacio Guadalupe como Leonardo Sánchez Nava.

## Taquilla
La misma luna recaudó un total de 23 millones de dólares. Comparado con su presupuesto de 500 mil dólares, la película fue un éxito financiero.

## DVD
El DVD disponible en Estados Unidos no tiene subtítulos en español, excepto en las partes que están en inglés.  La versión mexicana tiene subtítulos completos.